# Lederstrumpfbrunnen
Der Lederstrumpfbrunnen ist ein Brunnen im Zentrum der Stadt Edenkoben in der Pfalz. Er erinnert an den aus dieser Stadt stammenden Johann Adam Hartmann, der als eines der Vorbilder für die Romanfigur Lederstrumpf des amerikanischen Schriftstellers James Fenimore Cooper (1789–1851) gilt.
Johann Adam Hartman war 1764 nach Nordamerika ausgewandert, als Trapper bekannt geworden und hatte von 1775 bis 1783 an den Kämpfen im Amerikanischen Unabhängigkeitskrieg teilgenommen. Der Brunnen zeigt ihn als Jäger mit einer Flinte in der Hand, mit einem Hund an seiner Seite und einem erlegten Auerhahn. Weiter zeigt der Brunnen den Indianer Chingachgook, eine Figur aus dem Roman Coopers. Vor den beiden ist die Figur von Max Slevogt (1868–1932) zu sehen, der einige der bekanntesten
Lederstrumpf-Illustrationen schuf und lange in der Pfalz lebte.
Der  Brunnen wurde von der örtlichen Sparkasse gestiftet und zwischen 1987 und 1990 von dem Bildhauer Gernot Rumpf gestaltet.

## Abbildungen

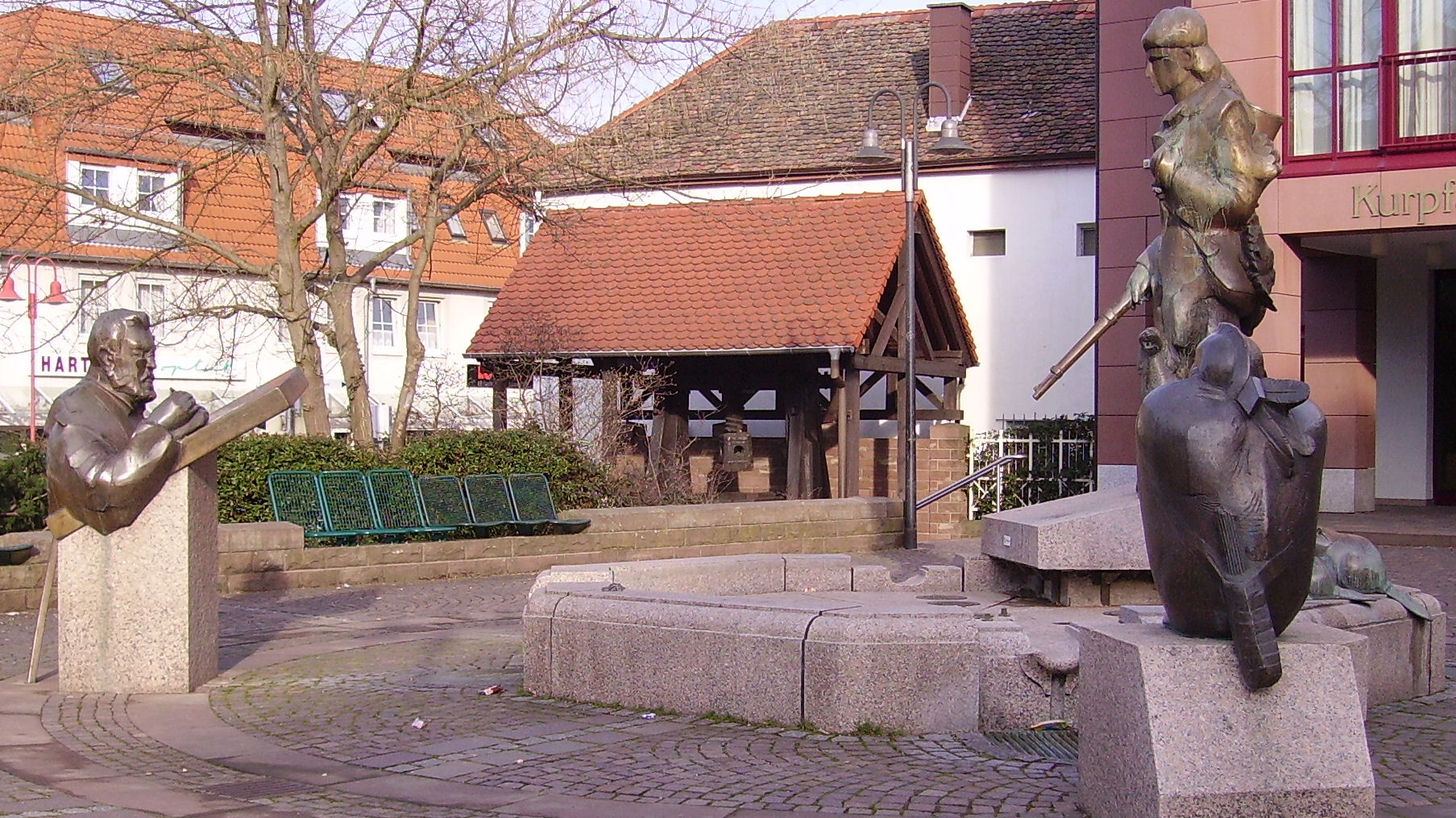
Lederstrumpfbrunnen Edenkoben, Gesamtansicht
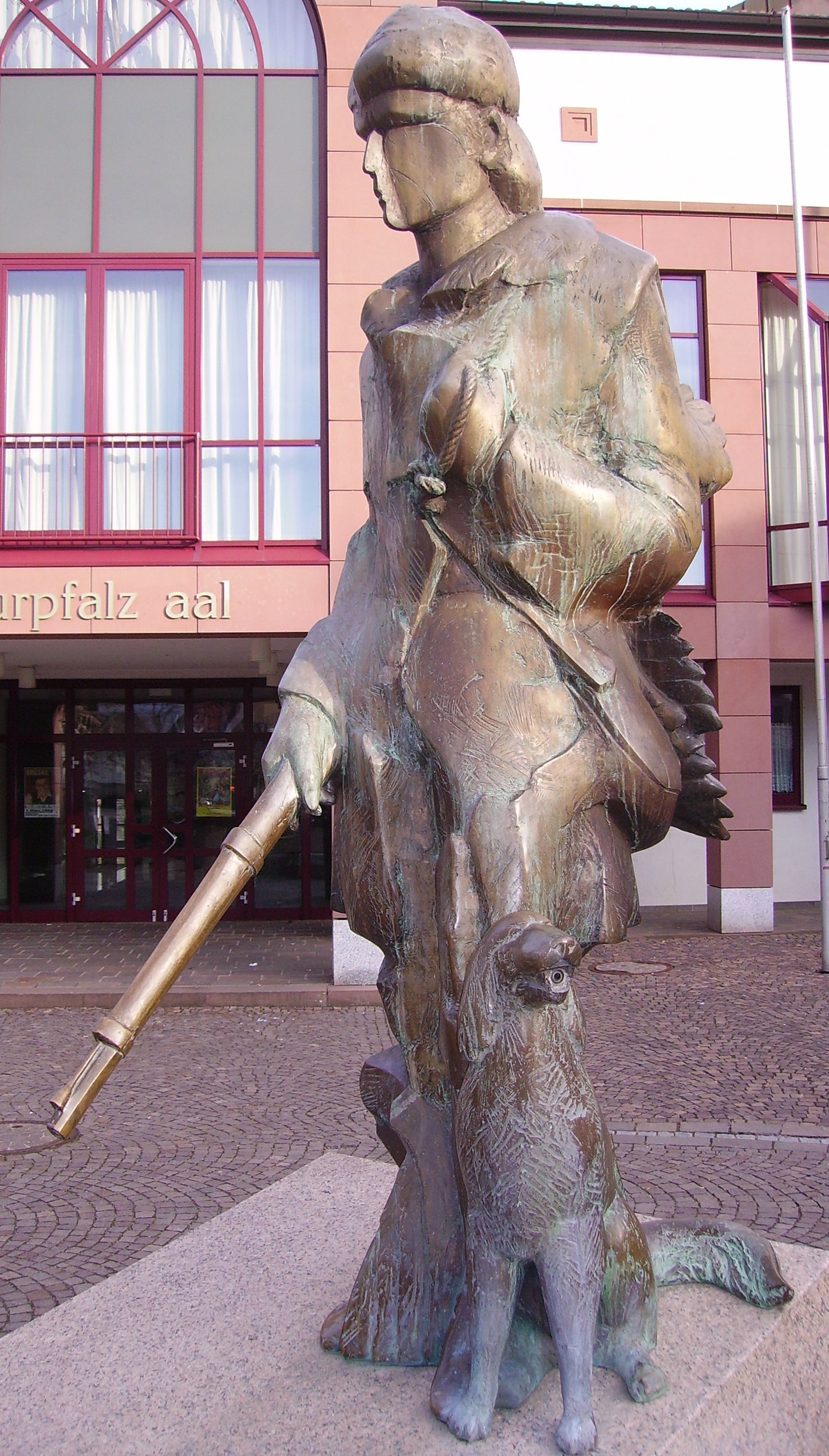
Lederstrumpfbrunnen Edenkoben, Detail 'Lederstrumpf'
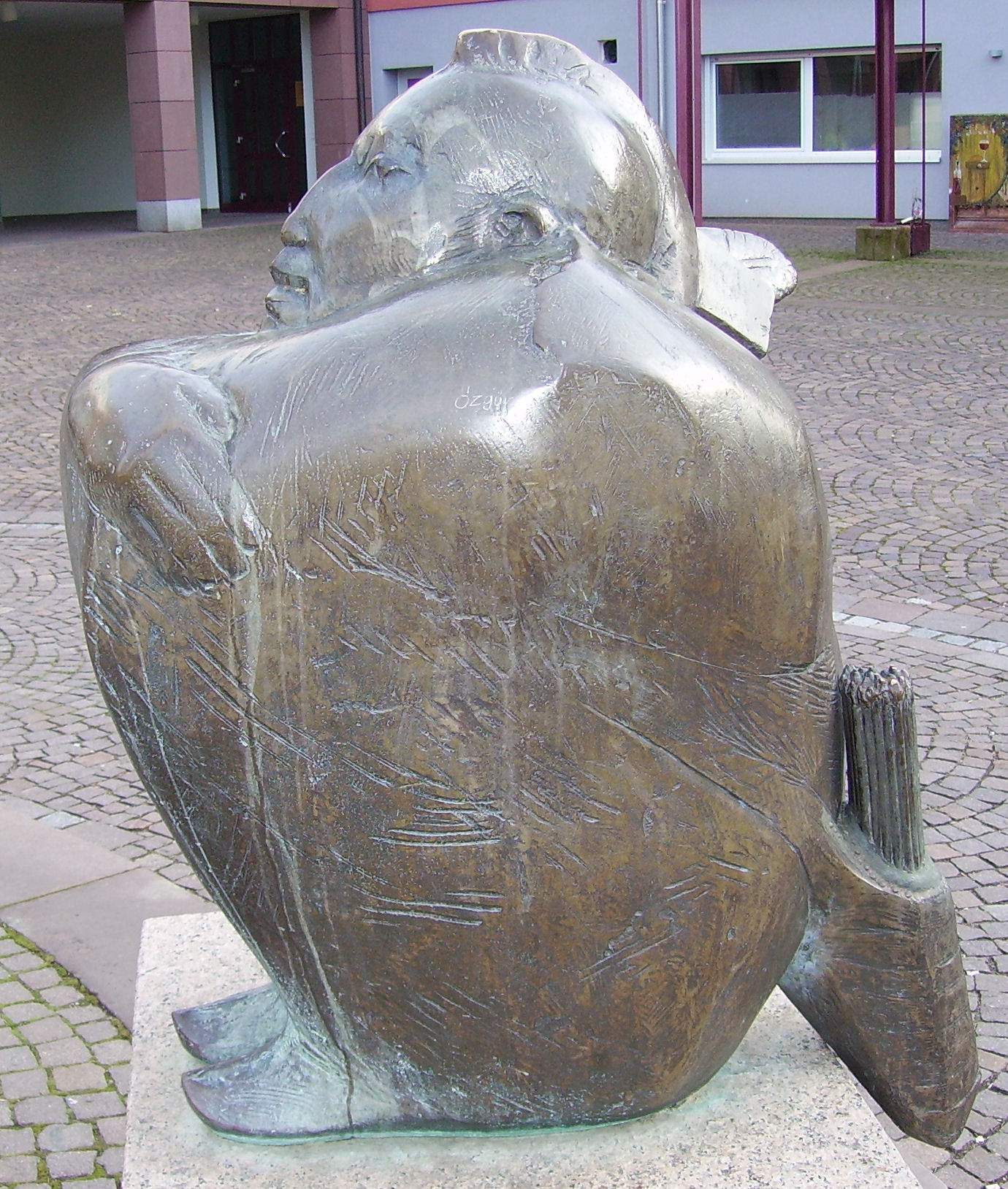
Lederstrumpfbrunnen Edenkoben, Detail 'Chingachgook'